# 4183 Cuno
4183 Cuno là một tiểu hành tinh Apollo, cắt Sao Hỏa, và Sao Kim, được phát hiện năm 1959 bởi Cuno Hoffmeister.